# Trithemis annulata
Espèce
Statut de conservation UICN

 LC  : Préoccupation mineure
Trithemis annulata, le Trithémis pourpré ou Trithémis annelé, ou Libellule purpurine, est une espèce de libellules africaine, qui tend depuis la fin du XXe siècle à coloniser le versant nord de la Méditerranée.

## Description

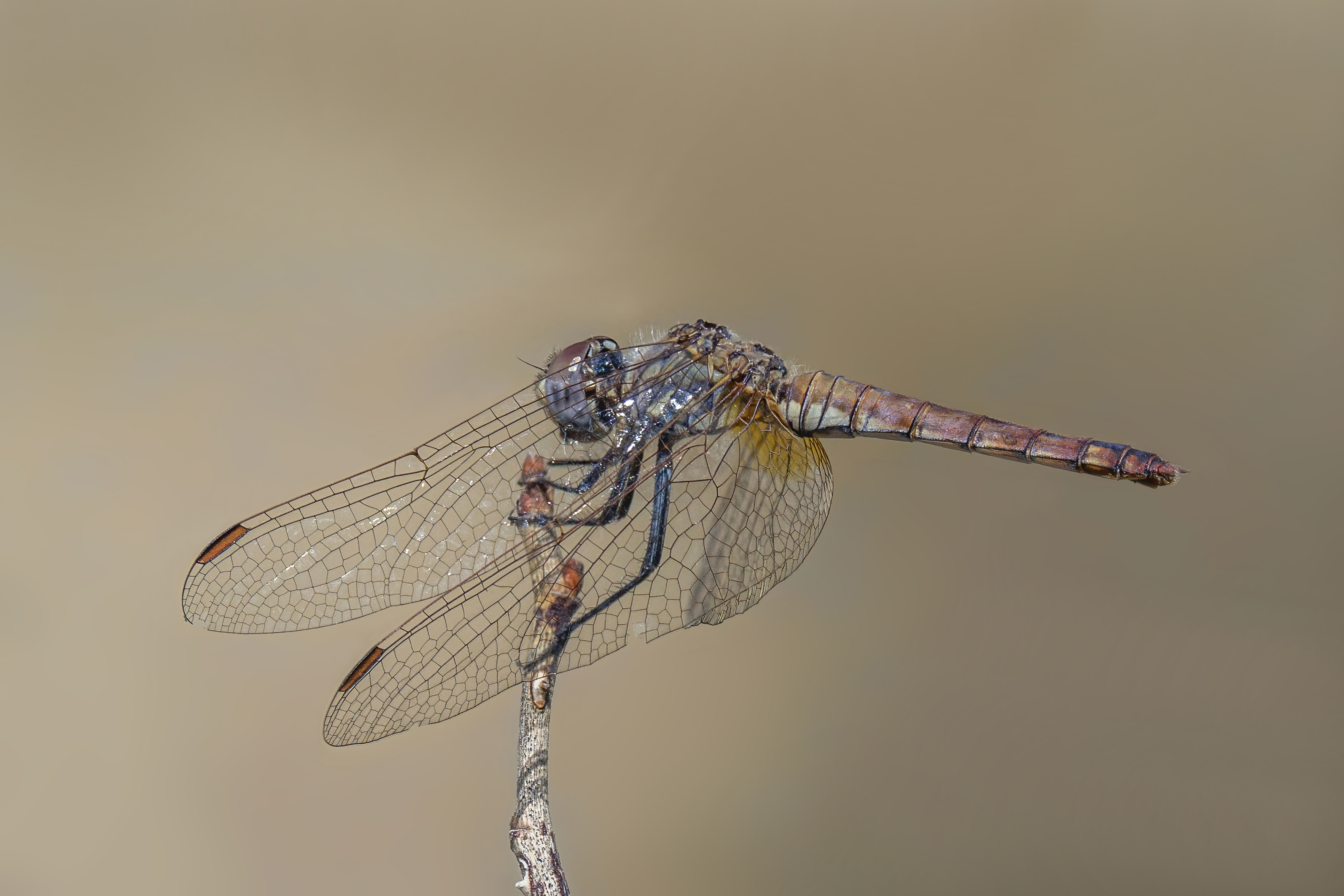
Trithemis annulata femelle, près de Καλοπαναγιώτης, à Chypre. août 2021.

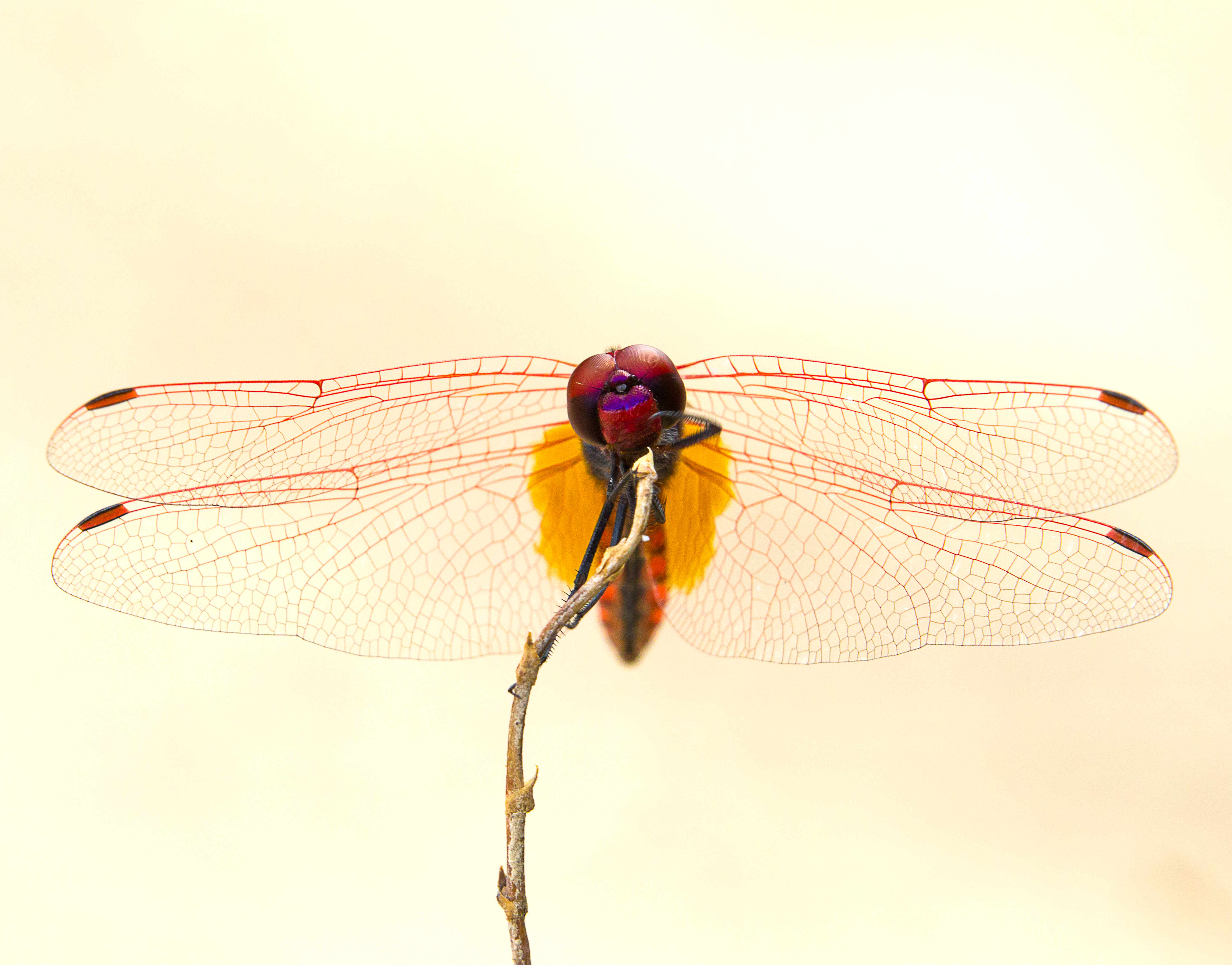
Trithemis annulata mâle posé sur une branche vers Ta' Kerċem à Malte. Septembre 2021.

L'espèce est facilement reconnaissable par la coloration pourpre rosé du mâle.
Elle ne doit pas être confondue avec d'autres libellules lui ressemblant, notamment :
- certains Sympetrum (Sympetrum sanguineum en particulier) qui ont aussi un abdomen rouge (mais ne tirant pas sur le pourpre) ;
- Crocothemis erythraea, le Crocothémis écarlate, qui lui ressemble mais est de teinte franchement rouge et non pourprée, a les pattes rouge foncé au lieu de noir et n'a pas de marque sombre à l'extrémité de l'abdomen. Les nervures des ailes de l'adulte mature Crocothemis ne sont rouge vif qu'aux bords antérieurs des ailes et non sur toute leur surface comme chez Trithemis.

La femelle ressemble beaucoup à celle de Sympetrum fonscolombii, de taille et coloration comparables y compris les yeux bicolores brun/bleuté, mais elle s'en distingue par l'abdomen plus large et les nervures alaires brun-rouge au lieu de jaune.

## Répartition, habitat
Cette libellule tropicale semble dotée d'une très bonne capacité de dispersion.

Les naturalistes l'ont vue rapidement remonter vers le nord, jusqu'en Europe du sud, probablement à la faveur du changement climatique.

Elle aurait franchi la Méditerranée via le détroit de Gibraltar vers 1975. Détectée en Corse en 1989, elle était signalée sur le continent dans le Roussillon dès 1994.
Son expansion est en France suivie par l'ONEM (Observatoire Naturaliste des Ecosystèmes Méditerranéens) avec le réseau Tela Insecta, dans le cadre d'un dispositif de type Sciences citoyennes (enquête et cartographie interactive).